# Allrath

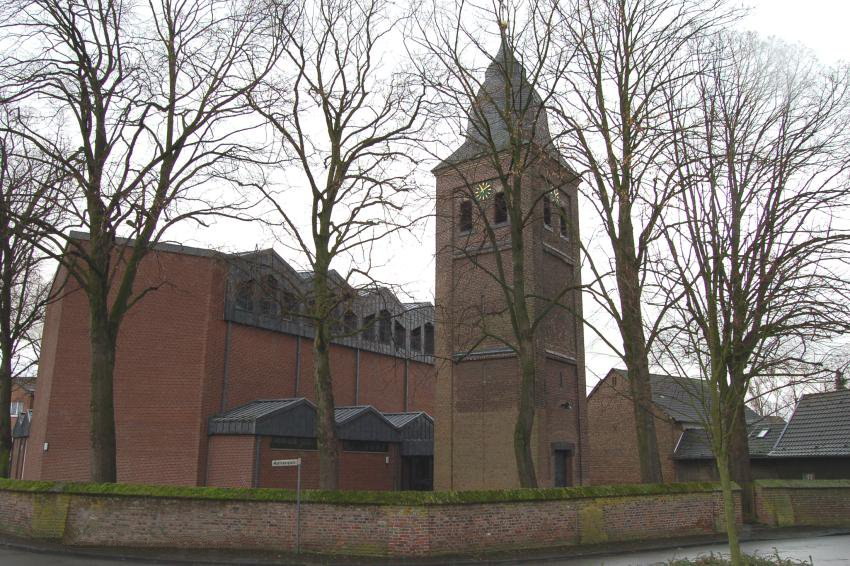
St. Matthäus in Allrath

Allrath ist ein Dorf in der Stadt Grevenbroich im Rhein-Kreis Neuss.

## Lage
Allrath liegt an der südlichen Stadtgrenze von Grevenbroich. Von Süden nach Norden verläuft die  Bundesstraße 59 durch Allrath, die das Dorf in zwei Teile trennt. Hingegen zieht sich die Kreisstraße 31, aus westlicher Richtung von Neurath kommend, über Allrath nach Barrenstein. Südlich von Allrath liegt Rommerskirchen-Sinsteden. Allrath grenzt westlich gleich an die Vollrather Höhe, diese Außenkippe ist mit einer Höhe von 187 m ü. NN die höchste Erhebung des Rhein-Kreis Neuss. Noch vor der Ortschaft Barrenstein befindet sich in östlicher Richtung die Eisenbahnlinie Köln-Rommerskirchen-Grevenbroich-Mönchengladbach.

## Geschichte

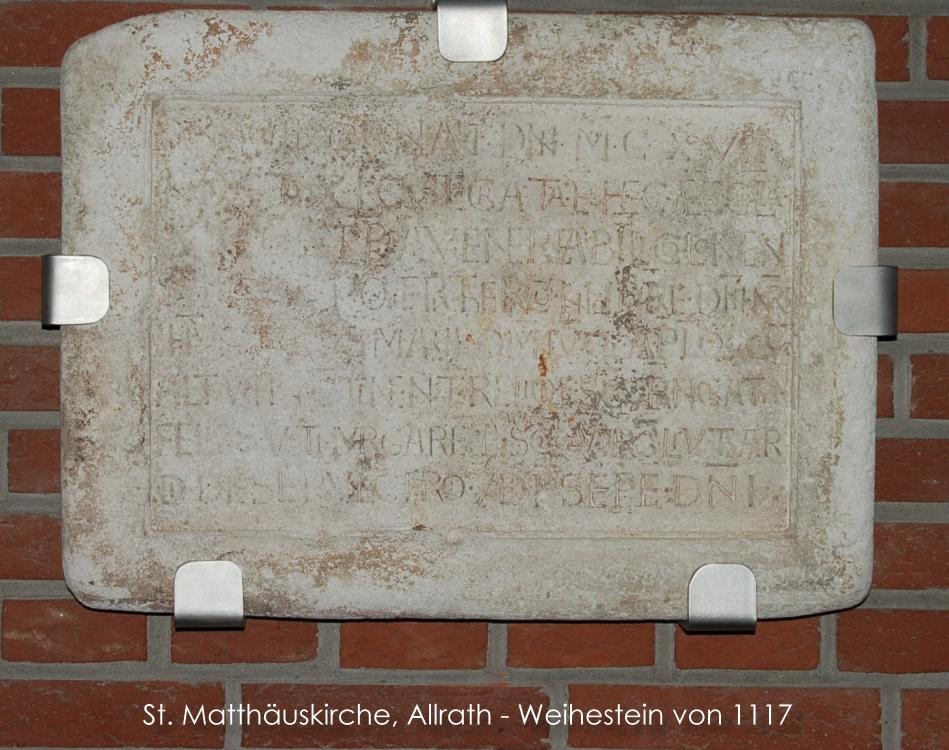
Der Weihestein von 1117

Die katholische Kirche von Allrath wurde erstmals 1117 erwähnt. Damals wurde sie von dem Kölner Erzbischof Friedrich I. von Schwarzenburg geweiht. Der Name Allrath wurde als Aldenrode, Aldenrayde und Aldenrath in den folgenden Jahren erwähnt. Im Jahre 1378 wurde die katholische Pfarrei Grevenbroich von der Pfarrei Allrath getrennt. 1533 wurde der Ort von der Pest heimgesucht. Bis zum Jahre 1794 gehörte das kleine Dorf zum Amt Grevenbroich im Herzogtum Jülich. 1794 wurde es von französischen Revolutionstruppen besetzt und der Mairie Grevenbroich zugeteilt. Nach dem Wiener Kongress gehörte der Ort zum Kreis Grevenbroich im Regierungsbezirk Düsseldorf. 1894 gehörte Allrath zum Amtsgericht und zur Post Grevenbroich, ab 1929 zum Landkreis Grevenbroich-Neuß. 1931 wurde die Gemeinde Allrath in die Stadt Grevenbroich eingemeindet. Die heutige Pfarrkirche wurde am 23. Juli 1967 vom Kölner Weihbischof Augustinus Frotz konsekriert.
In Allrath wurde am 28. März 1868 Josef Wasel geboren, der als Steyler Missionsbruder unter dem Namen Bruder Kostka durch seine wundersame Heilung im Heiligsprechungsprozess für den SVD-Ordensgründer, den hl. Arnold Janssen, eine bedeutsame Rolle spielte.

## Einwohnerentwicklung
1885:              769 Einwohner¹

31. Mai 2005: 1.807 Einwohner²

31. Dez 2006: 1.807 Einwohner²

31. Dez 2007: 1.791 Einwohner²

31. Dez 2008: 1.869 Einwohner²

31. Dez 2009: 1.845 Einwohner²

31. Dez 2010: 1.829 Einwohner²

31. Dez 2013: 1.802 Einwohner²

31. Dez 2014: 1.847 Einwohner²

31. Dez 2015: 1.826 Einwohner²

31. Dez 2016: 1.848 Einwohner²

31. Dez 2017: 1.846 Einwohner²

31. Dez 2018: 1.835 Einwohner²

31. Dez 2021: 1.841 Einwohner²

31. Dez 2022: 1.854 Einwohner²

¹ Historische Angaben des Rhein-Kreises Neuss

² Angaben der Stadt Grevenbroich

## Freizeit
- Die Vollrather Höhe bietet zahlreiche Möglichkeiten für Spaziergänge, Radfahren, Joggen und besitzt gute Allwetterreitwege.
- Südöstlich von Allrath befindet sich das Eisenbahnmuseum Rommerskirchen-Oekoven.
- Außerdem gibt es zahlreiche Attraktionen im 3 Kilometer entfernt liegenden Grevenbroich.

## Wirtschaft und Infrastruktur
Allrath ist immer noch sehr von der Landwirtschaft geprägt.
- Nördlich des Dorfes ist die Hydro Aluminium Deutschland GmbH mit einem Werk ansässig.
- Südöstlich von Allrath liegt ein kleines Industriegebiet. Dort ist unter anderem die CTJ-Spedition ansässig.

### Vereine
Die größten Vereine des Dorfes sind der TV Allrath 1912 e. V. und der BSV 1910 Allrath e. V. Beide Vereine zusammen können eine Mitgliederzahl von rund 1000 Vereinsmitgliedern aufweisen, was mehr als der Hälfte der Bevölkerung entspricht.

### Verkehr
Allrath liegt verkehrsgünstig zwischen den Großstädten Köln und Düsseldorf, welche jeweils in ca. 30 Minuten zu erreichen sind. Durch den Ort verläuft die Bundesstraße 59, von der nördlich des Dorfes die Bundesautobahn 540 abgeht.
Buslinien
Allrath wird an seinen vier Bushaltestellen von folgenden Linien des Verkehrsverbundes Rhein-Ruhr angefahren:
| Linie | Strecke                                                                                               | Bemerkungen               |
| ----- | --- | ------------------------- |
| 865   | Allrath – Gustorf – Grevenbroich-Elsen                                                                | Montag–Freitag            |
| 871   | Grevenbroich Bf – Allrath – Rommerskirchen – Dormagen                                                 | werktags                  |
| 879   | Rommerskirchen – Allrath – Grevenbroich/Wevelinghoven                                                 | Montag–Freitag            |
| 892   | Gustorf – Grevenbroich – Allrath – Barrenstein – Rommerskirchen-Evinghoven – Rommerskirchen – Neurath | täglich                   |
| NE11  | Kapellen – Hemmerden – Grevenbroich – Neurath – Allrath – Barrenstein                                 | Nachtexpress, nur Samstag |

Zusätzlich verkehren Schulbusse von Barrenstein über Allrath nach Frimmersdorf. Diese halten auch an der Neubausiedlung „Am Windpark“.

### Einrichtungen
- Sankt Matthäus Kindergarten
- Städtischer Kindergarten
- Familienzentrum Allrath/Barrenstein
- Forum Alte Schule Allrath (FASA)